# Sapszon Ferenc (karnagy, 1929–2011)
Idősebb Sapszon Ferenc (Szeged, 1929. december 14. – Budapest, 2011. augusztus 4.) Liszt Ferenc-díjas karnagy, a Magyar Kórusok, Zenekarok és Népzenei Együttesek Szövetségének (KÓTA) tiszteletbeli elnöke. 1966-tól 1990-ig a Magyar Rádió Énekkarának karigazgatója.

## Élete
Gimnáziumi tanulmányait 1940-től 1948-ig a szegedi piaristáknál végezte. Tagja volt az iskolai énekkarnak, ahol felsőbb osztályosként a basszus szólamban énekelt, sőt VI. osztályos korában (1945/1946-ban) már „a karvezetés munkájában is több ízben segítőtársa volt a vezető tanárnak”, Kartal Józsefnek. A Mária kongregációnak is tagja, sőt jelöltmestere volt. Emellett tagja lett a gimnázium és más szegedi gimnáziumok fiataljaból 1946-ban alakult Szegedi Ifjúsági Kiskórusnak, amelyet iskolatársa, a három évvel fölötte járó Szécsi József  alapított. 1949-ben ő vette át a kórus irányítását.
1950 és 1957 között a Liszt Ferenc Zeneművészeti Főiskola növendékeként Vásárhelyi Zoltán tanítványa volt. 1957-től az Országos Filharmónia ösztöndíjas karnagyaként dolgozott az Állami Férfikarnál. 1958-ban a Rádióénekkarhoz került, amelynek előbb korrepetitora, 1964-től karnagya, majd 1966-tól karigazgatója volt. 1990 és 2002 között a Liszt Ferenc Zeneművészeti Főiskola debreceni konzervatóriumának karvezetés-tanáraként, főiskolai docenseként dolgozott.
Pályája elején amatőr kórusokat vezetett, 1945 és 1950 között Szegeden, 1950-től pedig Budapesten. 1952 és 1985 között a Semmelweis Kórus, 1964-től 1978-ig a Bartók Kórus, 1984-től a Budaörsi Pro Musica Kórus, 1997-től 2006-ig pedig a szlovákiai magyar pedagógusok Vass Lajos Kórusának vezető karnagya volt. Művészetét 1972-ben Liszt Ferenc-díjjal, 1982-ben érdemes, 1989-ben kiváló művész címmel ismerték el. 1985-ben, majd 2002-ben megkapta a Bartók–Pásztory-díjat is. 2010-ben Magyar Örökség-díjjal tüntették ki.
Fia ifj. Sapszon Ferenc (1952) karnagy, zeneszerző, a Kodály Zoltán Magyar Kórusiskola alapítója.